# ینسن بیوکانان
ینسن بیوکانان (انگلیسی: Jensen Buchanan؛ زادهٔ ۱۸ ژوئیهٔ ۱۹۶۲) یک هنرپیشه اهل ایالات متحده آمریکا است.